# Best! 早安少女組。1
「Best! 早安少女組。1」（ベスト! モーニング娘。1）是日本的女子偶像組合早安少女組。的第1枚精選專輯。於2001年1月31日發行。唱片公司為zetima。

## 概要
- 「Best! 早安少女組。1」是早安少女組。出道以來的第1張精選專輯。與上一張專輯「3rd -LOVE Paradise-」相距約9個月。
- 收錄第1張單曲「早安咖啡」至第11張單曲「戀愛革命21」共11首A面曲，以及收錄了獨立製作單曲「愛之種」、「Memory 青春之光」的B面曲「Never Forget」、第3枚原創專輯「3rd -LOVE Paradise-」收錄曲「來DANCE的他!」和新曲「Say Yeah! -更多奇蹟之夜-」，共15首曲目。
- 一期成員中澤裕子最後參與演唱的專輯。
- 本作分「CD盤」和「LP盤」2種版本。
- 在2月12日於公信榜專輯週排行榜取得第1位，是早安少女組。出道以來第1張公信榜每周銷量排名第一的專輯，亦是早安少女組。出道以來銷量最高的專輯（2,259,510張）。

## 收錄內容

### CD（CD盤・LP盤）
1. LOVE MACHINE（LOVEマシ－ン）
（作詞・作曲：淳君　編曲：ダンス☆マン）
7th單曲
2. 擁抱我HOLD ON ME!（抱いてHOLD ON ME！）
（作詞・作曲：淳君　編曲：前嶋康明）
3rd單曲
3. 戀愛熱舞站（恋のダンスサイト）
（作詞・作曲：淳君　編曲：ダンス☆マン）
8th單曲
4. Summer Night Town（サマーナイトタウン）
（作詞・作曲：淳君　編曲：前嶋康明）
2nd單曲
5. 快樂夏季婚禮（ハッピ－サマ－ウェディング）
（作詞・作曲：淳君　編曲：ダンス☆マン）
9th單曲・四期成員石川梨華、吉澤瞳、辻希美、加護亞依加入後第一張單曲・二期成員市井紗耶香的最後一張單曲
6. I WISH
（作詞・作曲：淳君　編曲：河野伸）
10th單曲・TBS電視台節目「シドニー五輪」主題曲
7. 戀愛革命21（恋愛レボリューション21）
（作詞・作曲：淳君　編曲：ダンス☆マン）
11th單曲・一期成員中澤裕子的畢業單曲
8. Memory 青春之光（Memory 青春の光）
（作詞・作曲：淳君　編曲：前嶋康明）
4th單曲
9. 真夏的光線（真夏の光線）
（作詞・作曲：淳君　編曲：河野伸）
5th單曲
10. 早安咖啡（モーニングコーヒー）
（作詞・作曲：淳君　編曲：桜井鉄太郎）
1st單曲
11. 故鄉（ふるさと）
（作詞・作曲：淳君　編曲：小西貴雄）
6th單曲
12. Say Yeah! -更多奇蹟之夜-（Say Yeah! ～もっとミラクルナイト～）
（作詞・作曲：淳君　編曲：小西貴雄）
13. 來DANCE的他!（DANCE するのだ!）
（作詞・作曲：淳君　編曲：ダンス☆マン）
第3枚原創專輯「3rd -LOVE Paradise-」收錄曲
14. Never Forget
（作詞・作曲：淳君　編曲：小西貴雄）
4th單曲「Memory 青春之光」的B面曲
15. 愛之種（愛の種）
（作詞：サエキけんぞう　作曲・編曲：桜井鉄太郎）
獨立製作單曲